# Делоне, Борис Николаевич

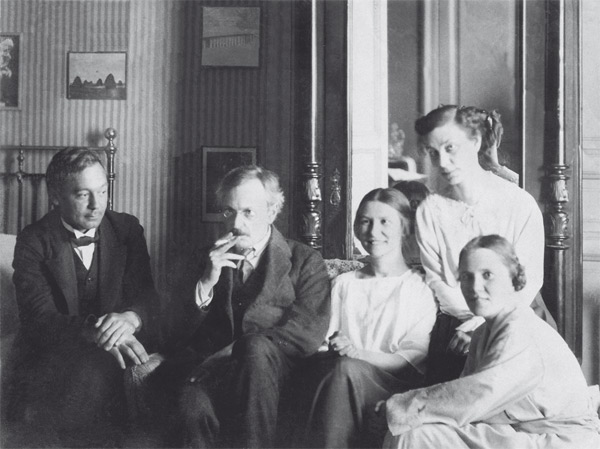
Борис Николаевич Делоне (крайний слева) и Яков Викторович Успенский со своей женой и сестрой. Крайняя справа — супруга Б. Н. Делоне. Ленинград, 1924 год.

Борис Николаевич Делоне́ (3 [15] марта 1890, Санкт-Петербург — 17 июля 1980, Москва) — русский и советский математик, профессор МГУ, член-корреспондент АН СССР, альпинист, мастер спорта СССР.
Сын математика и механика Н. Б. Делоне (старшего), отец физика Н. Б. Делоне (младшего) и астронома Анны Борисовны Делоне, дед поэта и правозащитника В. Н. Делоне.

## Биография
Родился 3 (15) марта 1890 года в Санкт-Петербурге в семье профессора механики Николая Борисовича Делоне. В детстве серьёзно занимался музыкой, играя на фортепиано. В начале 1900-х годов вместе с семьёй переехал в Киев; здесь он увлёкся математикой (в возрасте 12 лет знал основы математического анализа, приступил к самостоятельным исследованиям по алгебре и теории чисел).
В 1908 году окончил Киевскую 4-ю гимназию и поступил на физико-математический факультет Киевского университета, где стал учеником профессора Д. А. Граве. По окончании в 1913 году университета преподавал: в 1913—1916 гг. — там же, в 1916—1922 гг. — в Киевском политехническом институте, в 1922—1935 гг. — в Петроградском государственном университете (с 1924 г. — Ленинградский государственный университет, ЛГУ); с 1926 года — профессор этого университета. В 1929 году избран членом-корреспондентом Академии наук СССР.
Являлся казначеем и действительным членом Ленинградского физико-математического общества.
С 1932 года по 1934 год работал в Физико-математическом институте АН СССР, а после разделения последнего весной 1934 года на Математический и Физический институты до конца своей жизни работал в Математическом институте имени В. А. Стеклова АН СССР (МИАН), где вплоть до 1960 года был заведующим отделом алгебры, а в 1960—1980 гг. — отделом геометрии.
В том же 1934 году стал одним из инициаторов и организаторов первой математической олимпиады школьников Ленинграда.
Летом 1934 года Академия наук СССР и её основные институты (включая МИАН) переезжают в Москву. В связи с этим Делоне в 1935 году оставляет работу в ЛГУ и тоже перебирается в Москву, где совмещает работу в МИАН с преподаванием в Московском университете (МГУ). В том же году из состава кафедры высшей геометрии мехмата МГУ выделяется кафедра топологии, заведующим кафедрой высшей геометрии становится Делоне. Данную должность занимал до 1943 года, когда обе кафедры были вновь слиты в единую кафедру высшей геометрии и топологии. Продолжал работать на кафедре высшей геометрии и топологии в должности профессора до 1958 года. В период работы на мехмате он читал оригинальный курс лекций по аналитической геометрии и первый в Московском университете курс вычислительных машин (механических).
В 1947—1948 годах Делоне был первым заведующим кафедрой высшей математики только что организованного физико-технического факультета МГУ (в 1951 году расформирован, но воссоздан уже в качестве самостоятельного вуза — Московского физико-технического института, МФТИ).
В 1960 году становится членом редколлегии журнала «Природа», много сделав для развития журнала.
Стал одним из основоположников советского альпинизма. Мастер спорта СССР по альпинизму (1935), автор книги «Вершины Западного Кавказа» (1938). В честь него названы пик Делоне и перевал Делоне на Катунском хребте Горного Алтая.
Скончался 17 июля 1980 года. Похоронен на Хованском кладбище в Москве.

## Научная деятельность
Основные научные труды посвящены алгебре, теории чисел, вычислительной геометрии, математической кристаллографии и истории математики.
К числу наиболее сильных его научных результатов относятся исследования по теории диофантовых уравнений 3-й степени. Итоги работ Делоне и его учеников по теории неопределённых уравнений и теории кубических иррациональностей нашли отражение в написанной им совместно с Д. К. Фаддеевым монографии «Теория иррациональностей третьей степени» (1940). Развитие геометрического подхода к решению уравнений в радикалах вылилось в цикл работ Делоне по геометризации теории Галуа. Разрабатывал теории правильного разбиения пространства, приведения квадратичных форм, решётчатых покрытий пространства сферами.
На рубеже 1920—1930 гг. дал полную классификацию 4-мерных параллелоэдров. С конца 1950-х годов он занялся изучением правильных разбиений n-мерного пространства с произвольной фёдоровской группой и в 1961 году доказал фундаментальную теорему теории стереоэдров, по которой число различных комбинаторно-геометрических типов разбиений n-мерного евклидова пространства на выпуклые нормальные стереоэдры является конечным.
Занимался также математическими вопросами кристаллографии и, в частности, установил наличие 24 типов трёхмерных решёток в зависимости от комбинаторного строения области Вороного — Дирихле и расположения элементов симметрии относительно неё. 
В частности, совместно с С.С. Рышковым решил задачу о редчайшем решётчатом покрытии n-мерного евклидова пространства одинаковыми шарами при n = 4.
Разрабатывал также вопросы приведения квадратичных форм и теорию решётчатых покрытий пространства сферами.

## Память
В честь Делоне названа триангуляция Делоне.
Лаборатория дискретной и вычислительной геометрии Ярославского государственного университета им. П. Г. Демидова носит имя Б. Н. Делоне.

## Награды и премии
Награждён государственными наградами:
- Орден Ленина (1953)
- 3 ордена Трудового Красного Знамени (10.06.1945, 1975, 17.03.1980[14])
- Медаль «За доблестный труд в Великой Отечественной войне 1941—1945 гг.» (1947)

Удостоен научных премий:
- Премия имени Е. С. Фёдорова АН СССР (1959)
- Премия имени Н. И. Лобачевского АН СССР (1977)

## Адреса в Ленинграде
- В.О., 5-я линия, д. 16, кв. 9[15]

## Публикации

### Отдельные издания
- Делоне Б. Н. Вершины Западного Кавказа (путеводитель). — М.: Физкультура и туризм, 1938. — 101 с.
- Делоне Б. Н., Райков Д. А. Аналитическая геометрия. Т. 1. — М.—Л.: Гостехиздат, 1948. — 456 с.
- Делоне Б. Н., Райков Д. А. Аналитическая геометрия. Т. 2. — М.—Л.: Гостехиздат, 1949. — 516 с.
- Делоне Б. Н., Житомирский О. К. Задачник по геометрии. 4-е изд. — М.—Л.: Гостехиздат, 1949. — 303 с.
- Делоне Б. Н. Краткое изложение доказательства непротиворечивости планиметрии Лобачевского. — М.: Изд-во АН СССР, 1953. — 125 с.
- Делоне Б. Н. Краткий курс математических машин. Часть 1. Малые счётные машины и математические приборы. — М.—Л.: Гостехиздат, 1952. — 136 с.

### Некоторые статьи
- Delaunay B. Sur la partition régulière de l'espace à 4 dimensions. Première partie // Изв. АН СССР. VII серия. Отделение физ.-матем. наук. — 1929. — № 1. — С. 79—110.
- Delaunay B. Sur la partition régulière de l'espace à 4 dimensions. Deuxième partie // Изв. АН СССР. VII серия. Отделение физ.-матем. наук. — 1929. — № 2. — С. 147—164.
- Delaunay B. Sur la sphère vide. A la mémoire de Georges Voronoï // Изв. АН СССР. VII серия. Отделение матем. и естеств. наук. — 1934. — № 6. — С. 793—800.
- Делоне Б. Н. Геометрия положительных квадратичных форм // Успехи математических наук. — 1937. — № 3. — С. 16—62.
- Делоне Б. Н. Геометрия положительных квадратичных форм. Часть II // Успехи математических наук. — 1938. — № 4. — С. 102—164.
- Делоне Б. Н., Фаддеев Д. К. Теория иррациональностей третьей степени // Труды Матем. ин-та им. В. А. Стеклова. — 1940. — Т. 11. — С. 3—340.
- Делоне Б. Н., Фаддеев Д. К. Исследования по геометрии теории Галуа // Матем. сб.. — 1944. — Т. 15 (57), № 2. — С. 243—284.
- Делоне Б. Н. Теория планигонов // Изв. АН СССР. Сер. матем.. — 1959. — Т. 23, вып. 3. — С. 365—386.
- Делоне Б. Н., Долбилин Н. П., Рышков С. С., Штогрин М. И. Новое построение теории решётчатых покрытий n-мерного пространства равными шарами // Изв. АН СССР. Сер. матем.. — 1970. — Т. 34, вып. 2. — С. 289—298.
- Делоне Б. Н., Галиулин Р. В., Штогрин М. И. О типах Бравэ решёток // Итоги науки и техники. Современные проблемы математики, т. 2. — М.: ВИНИТИ, 1973. — С. 289—298.
- Делоне Б. Н. Леонард Эйлер // Квант. — 1974. — № 5. — С. 26—35.